# Sophia Magdalena van Denemarken
Sophia Magdalena van Denemarken (Christiansborg (Kopenhagen), 3 juli 1746 — Slot Ulriksdal, 21 augustus 1813) was vanaf haar huwelijk koningin van Zweden. Sophia Magdalena werd geboren als prinses van Denemarken.

## Jeugd en familie
Prinses Sophia Magdalena werd geboren in Kopenhagen op 3 juli 1746. Ze was een dochter van koning Frederik V van Denemarken en van koningin Louise van Groot-Brittannië. Via haar moeder was Sophia een kleindochter van koning George II van Groot-Brittannië en koningin Caroline van Brandenburg-Ansbach. Sophia was een oudere zus van prinses Wilhelmina Carolina (1747-1820), die huwde met keurvorst Willem I van Hessen-Kassel en van prinses Louise (1750-1831); zij huwde landgraaf Karel van Hessen-Kassel. Sophia's enige jongere broer was Christiaan, de latere koning Christiaan VII van Denemarken (1749-1808). Hij huwde prinses Caroline Mathilde van Wales.

## Huwelijk en kinderen

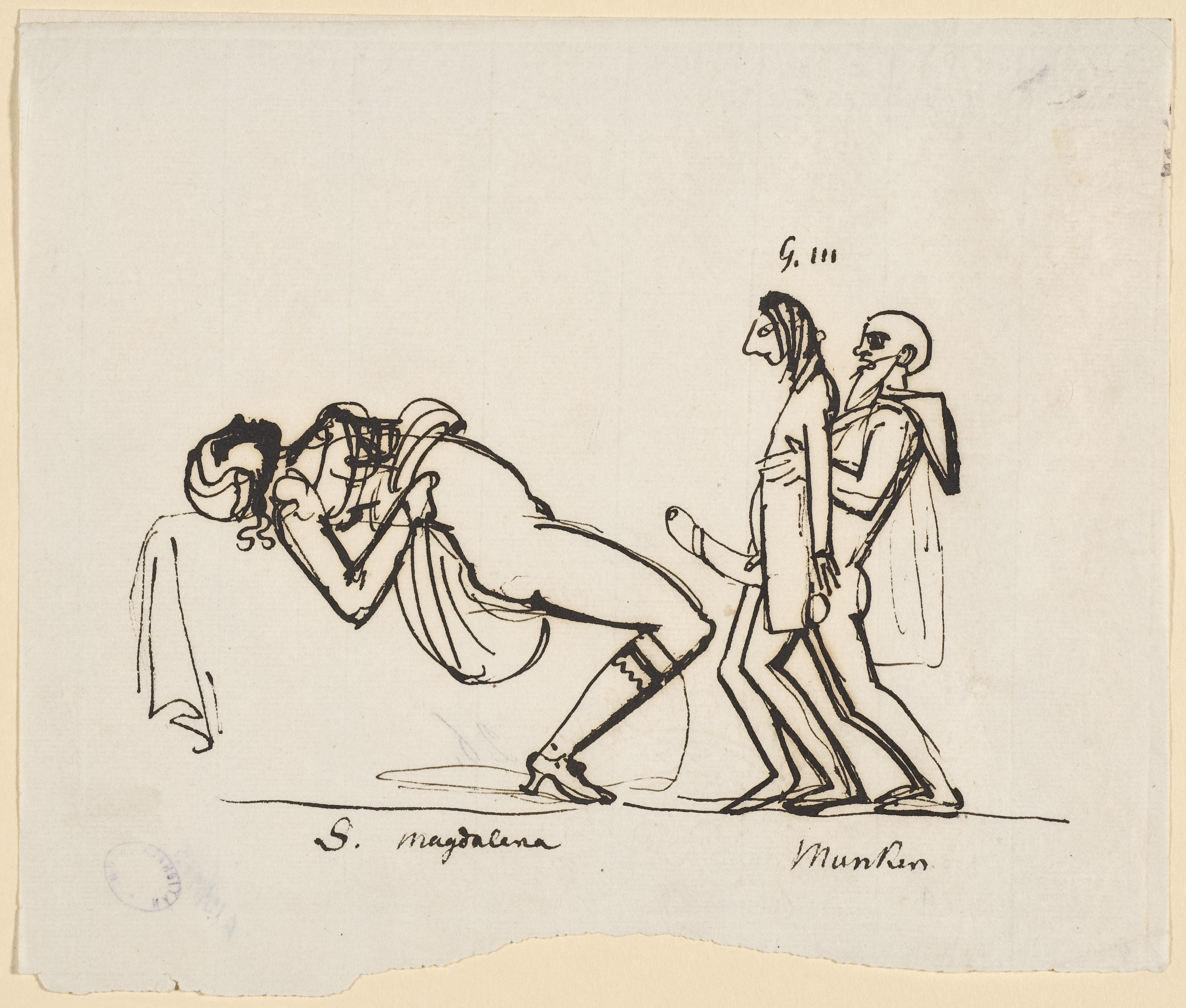
Karikatuur uit ca. 1770 van Carl August Ehrensvärd: "Poging van Gustaaf III een erfgenaam te verwekken". Adolf Fredrick Munck helpt Gustaaf bij zijn eerste seksuele gemeenschap met Sofia Magdalena. Sophia Magdalena, Gustaaf III en Adolf Frederik Munck".

In 1766 werd Sophia Magdalena uitgehuwelijkt aan Gustaaf, kroonprins van Zweden. Toen zij in Zweden aankwam werd zij goed behandeld door haar man, maar haar schoonmoeder Louisa Ulrika van Pruisen haatte haar. Louise Ulrika domineerde Gustaaf III en veroorzaakte een verwijdering tussen het koppel. Hun huwelijk werd pas in 1775 geconsummeerd. Toen Gustaaf III voor het eerst gemeenschap had met zijn vrouw, leek het erop dat hij zoveel moeite had dat hij Adolf Fredrick Munck om hulp moest vragen.

Uit het zeer gedetailleerde rapport van "Munckens" blijkt dat de koning hem de slaapkamer in riep en hem om hulp vroeg om "het gat te vinden" en meer en hem liet blijven en fysiek zou helpen met deze daad. Het rapport en een aantal andere aanwijzingen hebben geleid tot een gerucht dat "Muncken" in feite de vader was van kroonprins Gustaaf Adolf, een gerucht dat ook werd ondersteund door weduwe-koningin Louise Ulrika. Dit leidde tot een breuk tussen Gustaaf III en zijn moeder. Gustaaf III staat in ieder geval in alle officiële documenten en genealogieën als de vader van Gustaaf IV Adolf. Gustaaf III van Zweden was mogelijk biseksueel of aseksueel; sommigen trokken het vaderschap van de koning in twijfel.
Zij werd niettemin de moeder van:
- Gustaaf Adolf (1 november 1778 - 7 februari 1837), hij werd na de dood van zijn vader koning van Zweden en trouwde met prinses Frederika van Baden
- Karel Gustaaf (25 augustus 1782 - 23 maart 1783), hertog van Småland.

## Koningin van Zweden
Sophia had een gereserveerde natuur en werd als koud en arrogant binnen het Zweedse hof beschouwd. Nadat koning Adolf Frederik van Zweden in 1771 stierf, volgde Gustaaf hem op als Gustaaf III. Het volgende jaar werd Sophia Magdalena tot koningin gekroond. Sophia was verlegen en teruggetrokken van aard en werd nooit echt populair in Zweden. Sophia was zeer serieus en behoorde nooit tot de cirkel van vertrouwelingen van de koning. Zij en haar man waren zeer verschillend in persoonlijkheid.
Koningin Sophia speelde geen enkele rol in de Zweedse politiek, behalve op één moment. In 1788 kreeg Sophia de taak om de vredesonderhandelingen op zich te nemen met Denemarken. Ze ontbood de Deense ambassadeur om bij haar te komen en had een lang gesprek met hem en aan het einde van dit gesprek gaf koningin Sophia hem een brief voor de Deense koning, haar broer.
Tijdens de Russisch-Zweedse Oorlog (1788-1790) ontmoette Sophia twee Russische oorlogsgevangenen in het park van Slot Haga en ze gaf aan beide heren 100 kroon. Sophia droeg liever Engelse mode dan de Franse, omdat zij vond dat de Franse kleding te ordinair was. Na de moord op haar echtgenoot in 1792 trok zij zich terug uit het publieke leven.

## Na de dood van Gustaaf III
In 1797 drong ze aan op het overslaan van het protocol, omdat ze wilde dat haar nieuwe schoondochter, prinses Frederika van Baden, zich meer welkom zou voelen. Sophia was niet vergeten hoe eenzaam zij zich had gevoeld toen zij als bruid aankwam in Zweden. Ook na de dood van haar man had Sophia geen politieke invloed. Ze moest lijdzaam toezien hoe haar enige zoon, koning Gustaaf IV Adolf, in 1809 gedwongen werd tot een abdicatie, nadat Zweden Finland had verloren aan Rusland. Koning Gustaaf IV Adolf en zijn familie werden gedwongen om in ballingschap te gaan. Gustaaf IV werd vervangen als koning door een jongere broer van Gustaaf III, Karel XIII. Sophia bleef echter in Zweden wonen tot haar dood.
Sophia Magdalena was een van de weinige mensen die kroonprinses Désirée Clary warm verwelkomde. De man van Désirée, Jean-Baptiste Bernadotte (de latere koning Karel XIV Johan), vertrouwde de oud-koningin niet, hij ontweek Sophia Magdalena het liefst. Ook stond Sophia Magdalena lijnrecht tegenover koningin-gemalin Hedwig de vrouw van koning Karel XIII, die juist een grote hekel had aan Désirée Clary.
Sophia stierf in het Ulriksdalpaleis op 21 augustus 1813. Dit werd over Sophia geschreven na haar dood:
"Ze bleef een van de meest tragische en geïsoleerde mensen in de geschiedenis van het Zweedse hof".

## Kwartierstaat
| Frederik IV van Denemarken (1671-1730) | Frederik IV van Denemarken (1671-1730) | Frederik IV van Denemarken (1671-1730) | Frederik IV van Denemarken (1671-1730) | Frederik IV van Denemarken (1671-1730)   | Frederik IV van Denemarken (1671-1730)   | Louise van Mecklenburg (1667-1721)       | Louise van Mecklenburg (1667-1721)       | Louise van Mecklenburg (1667-1721)       | Louise van Mecklenburg (1667-1721)       | Louise van Mecklenburg (1667-1721)    | Louise van Mecklenburg (1667-1721)    |                                       |                                       | Christiaan Hendrik van Brandenburg-Bayreuth (1661-1708) | Christiaan Hendrik van Brandenburg-Bayreuth (1661-1708) | Christiaan Hendrik van Brandenburg-Bayreuth (1661-1708) | Christiaan Hendrik van Brandenburg-Bayreuth (1661-1708) | Christiaan Hendrik van Brandenburg-Bayreuth (1661-1708) | Christiaan Hendrik van Brandenburg-Bayreuth (1661-1708) | Sophia Christiana van Wolfstein (1667-1737)          | Sophia Christiana van Wolfstein (1667-1737)          | Sophia Christiana van Wolfstein (1667-1737) | Sophia Christiana van Wolfstein (1667-1737) | Sophia Christiana van Wolfstein (1667-1737)    | Sophia Christiana van Wolfstein (1667-1737)    |                                                |                                                | George I van Groot-Brittannië (1660-1727)      | George I van Groot-Brittannië (1660-1727)      | George I van Groot-Brittannië (1660-1727) | George I van Groot-Brittannië (1660-1727) | George I van Groot-Brittannië (1660-1727)  | George I van Groot-Brittannië (1660-1727)  | Sophia Dorothea van Celle (1666–1727)      | Sophia Dorothea van Celle (1666–1727)      | Sophia Dorothea van Celle (1666–1727)      | Sophia Dorothea van Celle (1666–1727)      | Sophia Dorothea van Celle (1666–1727)     | Sophia Dorothea van Celle (1666–1727)     |                                 |                                 | Johan Frederik van Brandenburg-Ansbach (1654-1686) | Johan Frederik van Brandenburg-Ansbach (1654-1686) | Johan Frederik van Brandenburg-Ansbach (1654-1686) | Johan Frederik van Brandenburg-Ansbach (1654-1686) | Johan Frederik van Brandenburg-Ansbach (1654-1686) | Johan Frederik van Brandenburg-Ansbach (1654-1686) | Eleonora Erdmuthe Louisa van Saksen-Eisenach (1662-1696) | Eleonora Erdmuthe Louisa van Saksen-Eisenach (1662-1696) | Eleonora Erdmuthe Louisa van Saksen-Eisenach (1662-1696) | Eleonora Erdmuthe Louisa van Saksen-Eisenach (1662-1696) | Eleonora Erdmuthe Louisa van Saksen-Eisenach (1662-1696) | Eleonora Erdmuthe Louisa van Saksen-Eisenach (1662-1696) |  |  |  |  |  |  |  |  |  |  |  |  |  |  |  |  |  |  |  |  |  |  |  |  |  |  |  |  |  |  |  |  |  |  |  |  |  |  |  |  |  |  |  |  |  |  |  |  |
| Frederik IV van Denemarken (1671-1730) | Frederik IV van Denemarken (1671-1730) | Frederik IV van Denemarken (1671-1730) | Frederik IV van Denemarken (1671-1730) | Frederik IV van Denemarken (1671-1730)   | Frederik IV van Denemarken (1671-1730)   | Louise van Mecklenburg (1667-1721)       | Louise van Mecklenburg (1667-1721)       | Louise van Mecklenburg (1667-1721)       | Louise van Mecklenburg (1667-1721)       | Louise van Mecklenburg (1667-1721)    | Louise van Mecklenburg (1667-1721)    |                                       |                                       | Christiaan Hendrik van Brandenburg-Bayreuth (1661-1708) | Christiaan Hendrik van Brandenburg-Bayreuth (1661-1708) | Christiaan Hendrik van Brandenburg-Bayreuth (1661-1708) | Christiaan Hendrik van Brandenburg-Bayreuth (1661-1708) | Christiaan Hendrik van Brandenburg-Bayreuth (1661-1708) | Christiaan Hendrik van Brandenburg-Bayreuth (1661-1708) | Sophia Christiana van Wolfstein (1667-1737)          | Sophia Christiana van Wolfstein (1667-1737)          | Sophia Christiana van Wolfstein (1667-1737) | Sophia Christiana van Wolfstein (1667-1737) | Sophia Christiana van Wolfstein (1667-1737)    | Sophia Christiana van Wolfstein (1667-1737)    |                                                |                                                | George I van Groot-Brittannië (1660-1727)      | George I van Groot-Brittannië (1660-1727)      | George I van Groot-Brittannië (1660-1727) | George I van Groot-Brittannië (1660-1727) | George I van Groot-Brittannië (1660-1727)  | George I van Groot-Brittannië (1660-1727)  | Sophia Dorothea van Celle (1666–1727)      | Sophia Dorothea van Celle (1666–1727)      | Sophia Dorothea van Celle (1666–1727)      | Sophia Dorothea van Celle (1666–1727)      | Sophia Dorothea van Celle (1666–1727)     | Sophia Dorothea van Celle (1666–1727)     |                                 |                                 | Johan Frederik van Brandenburg-Ansbach (1654-1686) | Johan Frederik van Brandenburg-Ansbach (1654-1686) | Johan Frederik van Brandenburg-Ansbach (1654-1686) | Johan Frederik van Brandenburg-Ansbach (1654-1686) | Johan Frederik van Brandenburg-Ansbach (1654-1686) | Johan Frederik van Brandenburg-Ansbach (1654-1686) | Eleonora Erdmuthe Louisa van Saksen-Eisenach (1662-1696) | Eleonora Erdmuthe Louisa van Saksen-Eisenach (1662-1696) | Eleonora Erdmuthe Louisa van Saksen-Eisenach (1662-1696) | Eleonora Erdmuthe Louisa van Saksen-Eisenach (1662-1696) | Eleonora Erdmuthe Louisa van Saksen-Eisenach (1662-1696) | Eleonora Erdmuthe Louisa van Saksen-Eisenach (1662-1696) |  |  |  |  |  |  |  |  |  |  |  |  |  |  |  |  |  |  |  |  |  |  |  |  |  |  |  |  |  |  |  |  |  |  |  |  |  |  |  |  |  |  |  |  |  |  |  |  |
|                                        |                                        |                                        |                                        |                                          |                                          |                                          |                                          |                                          |                                          |                                       |                                       |                                       |                                       |                                                         |                                                         |                                                         |                                                         |                                                         |                                                         |                                                      |                                                      |                                             |                                             |                                                |                                                |                                                |                                                |                                                |                                                |                                           |                                           |                                            |                                            |                                            |                                            |                                            |                                            |                                           |                                           |                                 |                                 |                                                    |                                                    |                                                    |                                                    |                                                    |                                                    |                                                          |                                                          |                                                          |                                                          |                                                          |                                                          |  |  |  |  |  |  |  |  |  |  |  |  |  |  |  |  |  |  |  |  |  |  |  |  |  |  |  |  |  |  |  |  |  |  |  |  |  |  |  |  |  |  |  |  |  |  |  |  |
|                                        |                                        |                                        |                                        | Christiaan VI van Denemarken (1699-1746) | Christiaan VI van Denemarken (1699-1746) | Christiaan VI van Denemarken (1699-1746) | Christiaan VI van Denemarken (1699-1746) | Christiaan VI van Denemarken (1699-1746) | Christiaan VI van Denemarken (1699-1746) |                                       |                                       |                                       |                                       |                                                         |                                                         | Sophia Magdalena van Brandenburg-Bayreut (1700-1770)    | Sophia Magdalena van Brandenburg-Bayreut (1700-1770)    | Sophia Magdalena van Brandenburg-Bayreut (1700-1770)    | Sophia Magdalena van Brandenburg-Bayreut (1700-1770)    | Sophia Magdalena van Brandenburg-Bayreut (1700-1770) | Sophia Magdalena van Brandenburg-Bayreut (1700-1770) |                                             |                                             |                                                |                                                |                                                |                                                |                                                |                                                |                                           |                                           | George II van Groot-Brittannië (1683-1760) | George II van Groot-Brittannië (1683-1760) | George II van Groot-Brittannië (1683-1760) | George II van Groot-Brittannië (1683-1760) | George II van Groot-Brittannië (1683-1760) | George II van Groot-Brittannië (1683-1760) |                                           |                                           |                                 |                                 |                                                    |                                                    | Caroline van Brandenburg-Ansbach (1683-1737)       | Caroline van Brandenburg-Ansbach (1683-1737)       | Caroline van Brandenburg-Ansbach (1683-1737)       | Caroline van Brandenburg-Ansbach (1683-1737)       | Caroline van Brandenburg-Ansbach (1683-1737)             | Caroline van Brandenburg-Ansbach (1683-1737)             |                                                          |                                                          |                                                          |                                                          |  |  |  |  |  |  |  |  |  |  |  |  |  |  |  |  |  |  |  |  |  |  |  |  |  |  |  |  |  |  |  |  |  |  |  |  |  |  |  |  |  |  |  |  |  |  |  |  |
|                                        |                                        |                                        |                                        | Christiaan VI van Denemarken (1699-1746) | Christiaan VI van Denemarken (1699-1746) | Christiaan VI van Denemarken (1699-1746) | Christiaan VI van Denemarken (1699-1746) | Christiaan VI van Denemarken (1699-1746) | Christiaan VI van Denemarken (1699-1746) |                                       |                                       |                                       |                                       |                                                         |                                                         | Sophia Magdalena van Brandenburg-Bayreut (1700-1770)    | Sophia Magdalena van Brandenburg-Bayreut (1700-1770)    | Sophia Magdalena van Brandenburg-Bayreut (1700-1770)    | Sophia Magdalena van Brandenburg-Bayreut (1700-1770)    | Sophia Magdalena van Brandenburg-Bayreut (1700-1770) | Sophia Magdalena van Brandenburg-Bayreut (1700-1770) |                                             |                                             |                                                |                                                |                                                |                                                |                                                |                                                |                                           |                                           | George II van Groot-Brittannië (1683-1760) | George II van Groot-Brittannië (1683-1760) | George II van Groot-Brittannië (1683-1760) | George II van Groot-Brittannië (1683-1760) | George II van Groot-Brittannië (1683-1760) | George II van Groot-Brittannië (1683-1760) |                                           |                                           |                                 |                                 |                                                    |                                                    | Caroline van Brandenburg-Ansbach (1683-1737)       | Caroline van Brandenburg-Ansbach (1683-1737)       | Caroline van Brandenburg-Ansbach (1683-1737)       | Caroline van Brandenburg-Ansbach (1683-1737)       | Caroline van Brandenburg-Ansbach (1683-1737)             | Caroline van Brandenburg-Ansbach (1683-1737)             |                                                          |                                                          |                                                          |                                                          |  |  |  |  |  |  |  |  |  |  |  |  |  |  |  |  |  |  |  |  |  |  |  |  |  |  |  |  |  |  |  |  |  |  |  |  |  |  |  |  |  |  |  |  |  |  |  |  |
|                                        |                                        |                                        |                                        |                                          |                                          |                                          |                                          |                                          |                                          | Frederik V van Denemarken (1723-1766) | Frederik V van Denemarken (1723-1766) | Frederik V van Denemarken (1723-1766) | Frederik V van Denemarken (1723-1766) | Frederik V van Denemarken (1723-1766)                   | Frederik V van Denemarken (1723-1766)                   |                                                         |                                                         |                                                         |                                                         |                                                      |                                                      |                                             |                                             |                                                |                                                |                                                |                                                |                                                |                                                |                                           |                                           |                                            |                                            |                                            |                                            |                                            |                                            | Louise van Hannover (1724-1751)           | Louise van Hannover (1724-1751)           | Louise van Hannover (1724-1751) | Louise van Hannover (1724-1751) | Louise van Hannover (1724-1751)                    | Louise van Hannover (1724-1751)                    |                                                    |                                                    |                                                    |                                                    |                                                          |                                                          |                                                          |                                                          |                                                          |                                                          |  |  |  |  |  |  |  |  |  |  |  |  |  |  |  |  |  |  |  |  |  |  |  |  |  |  |  |  |  |  |  |  |  |  |  |  |  |  |  |  |  |  |  |  |  |  |  |  |
|                                        |                                        |                                        |                                        |                                          |                                          |                                          |                                          |                                          |                                          | Frederik V van Denemarken (1723-1766) | Frederik V van Denemarken (1723-1766) | Frederik V van Denemarken (1723-1766) | Frederik V van Denemarken (1723-1766) | Frederik V van Denemarken (1723-1766)                   | Frederik V van Denemarken (1723-1766)                   |                                                         |                                                         |                                                         |                                                         |                                                      |                                                      |                                             |                                             |                                                |                                                |                                                |                                                |                                                |                                                |                                           |                                           |                                            |                                            |                                            |                                            |                                            |                                            | Louise van Hannover (1724-1751)           | Louise van Hannover (1724-1751)           | Louise van Hannover (1724-1751) | Louise van Hannover (1724-1751) | Louise van Hannover (1724-1751)                    | Louise van Hannover (1724-1751)                    |                                                    |                                                    |                                                    |                                                    |                                                          |                                                          |                                                          |                                                          |                                                          |                                                          |  |  |  |  |  |  |  |  |  |  |  |  |  |  |  |  |  |  |  |  |  |  |  |  |  |  |  |  |  |  |  |  |  |  |  |  |  |  |  |  |  |  |  |  |  |  |  |  |
|                                        |                                        |                                        |                                        |                                          |                                          |                                          |                                          |                                          |                                          |                                       |                                       |                                       |                                       |                                                         |                                                         |                                                         |                                                         |                                                         |                                                         |                                                      |                                                      |                                             |                                             |                                                |                                                |                                                |                                                |                                                |                                                |                                           |                                           |                                            |                                            |                                            |                                            |                                            |                                            |                                           |                                           |                                 |                                 |                                                    |                                                    |                                                    |                                                    |                                                    |                                                    |                                                          |                                                          |                                                          |                                                          |                                                          |                                                          |  |  |  |  |  |  |  |  |  |  |  |  |  |  |  |  |  |  |  |  |  |  |  |  |  |  |  |  |  |  |  |  |  |  |  |  |  |  |  |  |  |  |  |  |  |  |  |  |
|                                        |                                        |                                        |                                        |                                          |                                          |                                          |                                          |                                          |                                          |                                       |                                       |                                       |                                       |                                                         |                                                         |                                                         |                                                         |                                                         |                                                         |                                                      |                                                      |                                             |                                             |                                                |                                                |                                                |                                                |                                                |                                                |                                           |                                           |                                            |                                            |                                            |                                            |                                            |                                            |                                           |                                           |                                 |                                 |                                                    |                                                    |                                                    |                                                    |                                                    |                                                    |                                                          |                                                          |                                                          |                                                          |                                                          |                                                          |  |  |  |  |  |  |  |  |  |  |  |  |  |  |  |  |  |  |  |  |  |  |  |  |  |  |  |  |  |  |  |  |  |  |  |  |  |  |  |  |  |  |  |  |  |  |  |  |
|                                        |                                        |                                        |                                        | Christiaan van Denemarken (1745-1747)    | Christiaan van Denemarken (1745-1747)    | Christiaan van Denemarken (1745-1747)    | Christiaan van Denemarken (1745-1747)    | Christiaan van Denemarken (1745-1747)    | Christiaan van Denemarken (1745-1747)    |                                       |                                       |                                       |                                       | Sophia Magdalena van Denemarken (1746-1813)             | Sophia Magdalena van Denemarken (1746-1813)             | Sophia Magdalena van Denemarken (1746-1813)             | Sophia Magdalena van Denemarken (1746-1813)             | Sophia Magdalena van Denemarken (1746-1813)             | Sophia Magdalena van Denemarken (1746-1813)             |                                                      |                                                      |                                             |                                             | Wilhelmina Caroline van Denemarken (1747-1820) | Wilhelmina Caroline van Denemarken (1747-1820) | Wilhelmina Caroline van Denemarken (1747-1820) | Wilhelmina Caroline van Denemarken (1747-1820) | Wilhelmina Caroline van Denemarken (1747-1820) | Wilhelmina Caroline van Denemarken (1747-1820) |                                           |                                           |                                            |                                            | Christiaan VII van Denemarken (1749-1808)  | Christiaan VII van Denemarken (1749-1808)  | Christiaan VII van Denemarken (1749-1808)  | Christiaan VII van Denemarken (1749-1808)  | Christiaan VII van Denemarken (1749-1808) | Christiaan VII van Denemarken (1749-1808) |                                 |                                 |                                                    |                                                    | Louise van Denemarken (1750-1831)                  | Louise van Denemarken (1750-1831)                  | Louise van Denemarken (1750-1831)                  | Louise van Denemarken (1750-1831)                  | Louise van Denemarken (1750-1831)                        | Louise van Denemarken (1750-1831)                        |                                                          |                                                          |                                                          |                                                          |  |  |  |  |  |  |  |  |  |  |  |  |  |  |  |  |  |  |  |  |  |  |  |  |  |  |  |  |  |  |  |  |  |  |  |  |  |  |  |  |  |  |  |  |  |  |  |  |